# Centronycteris centralis
Centronycteris centralis е вид бозайник от семейство Emballonuridae.

## Разпространение
Видът е разпространен в Белиз, Боливия, Венецуела, Гватемала, Еквадор, Колумбия, Коста Рика, Мексико, Никарагуа, Панама, Перу и Хондурас.